# 埃弗里特鎮區 (密歇根州)
埃弗里特鎮區（英語：Everett Township）是位於美國密歇根州紐威哥縣的一個行政鎮區。

## 地方資料
埃弗里特鎮區的面積為92.70平方千米，當中陸地面積為92.10平方千米，而水域面積為0.60平方千米。根據2020年美國人口普查的數據，當地共有人口1978人，而人口密度為每平方千米21.34人。